# Jacques Tirin
Jacques Tirin  (au nom latinisé en Jacobus Tirinus), né à Anvers le 16 septembre 1580 et décédé dans la même ville le 14 juillet 1636, est un prêtre jésuite et érudit biblique. Il fut supérieur de la maison professe d'Anvers.

## Biographie

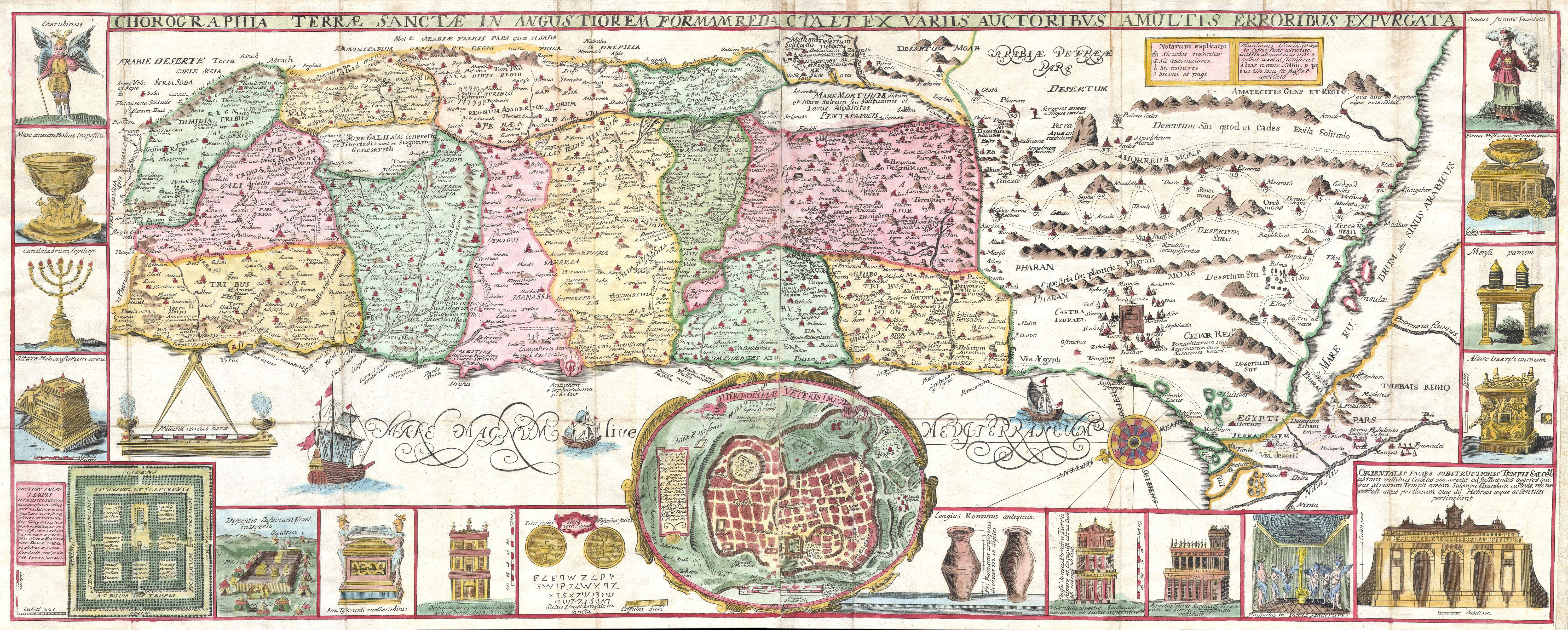
Carte détaillée de la Terre Sainte, tirée de son Commentarius... (1632)

Entré au noviciat de la Compagnie de Jésus à l'âge de vingt ans Jacques Tirin fut ordonné prêtre en 1614. Professeur d'Écriture sainte. il participa en 1615 à la septième Congrégation générale de la Compagnie de Jésus à Rome. À son retour, en 1616, Tirin devint le premier supérieur de la maison professe d'Anvers. Il y meurt le 14 juillet 1636.

## Écrit
- Le père Tirin est passé à la postérité grâce à son commentaire biblique, le Commentarius in Vetus et Novum Testamentum, tomis tribus comprehensus[2].